# Zebroid
Zebroid kallas en korsning av zebra och andra arter av släktet Equus, såsom häst och åsna. Zebroider lever i Botswana. Zebroider har fötts upp i Botswana sedan 1800-talet.
Zebroiders kroppsbyggnad liknar vanligen den hos deras icke-zebraförälder, men har ränder i likhet med zebror. Dessa ränder täcker vanligtvis inte hela kroppen, och kan vara begränsade till benen eller sträcka sig till delar av kroppen eller halsen.
Den första framgångsrika korsningen mellan en zebra och en häst genomfördes av Ilja Ivanovitj Ivanov i Ryssland.

## Korsning med åsnor
En korsning mellan en zebra och en mulåsna kallas på engelska zebrule (från zebra och mula), zedonk, zebdonk eller zonkey (från zebra och donkey), eller på tyska Zesel eller Zebresel. Detta följer mönstret att i fråga om hybrider namnges fadern först. Föl från ett zebrasto är ännu mindre sannolika än de från ett åsnesto – på grund av zebrornas mer aggressiva parningsbeteende – och kallas ebrar. Föl från en åsnahane och en zebrahona kallas dock också ofta zebraåsna i massmedia.

## Bilder

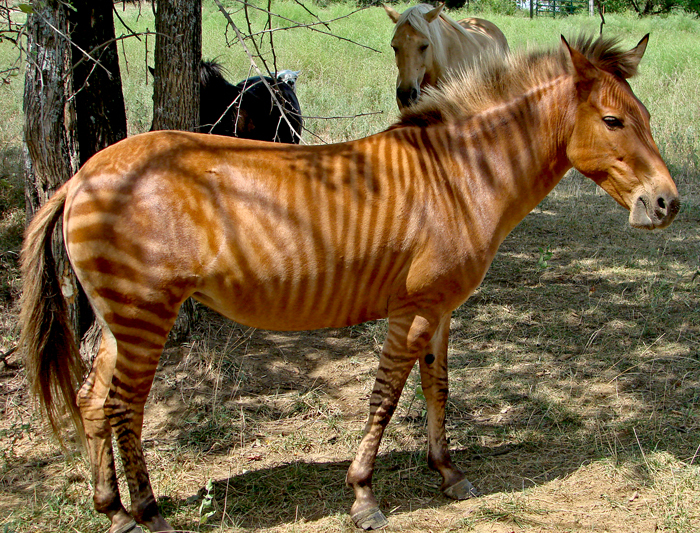
Korsning mellan zebra och häst
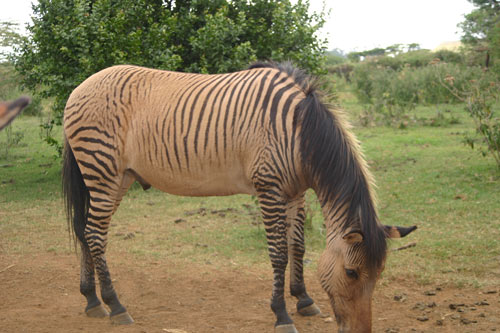
Zebroid
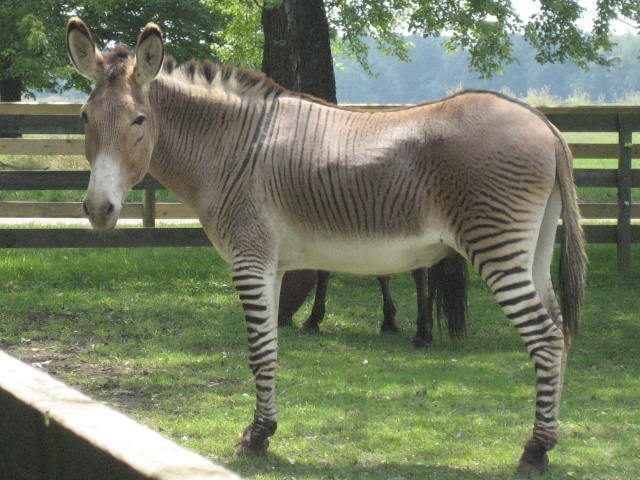
Zebroid
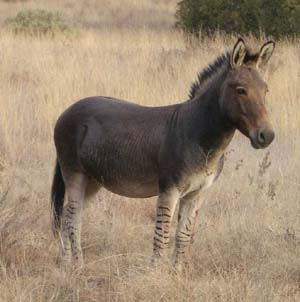
Zebroid i Sydafrika
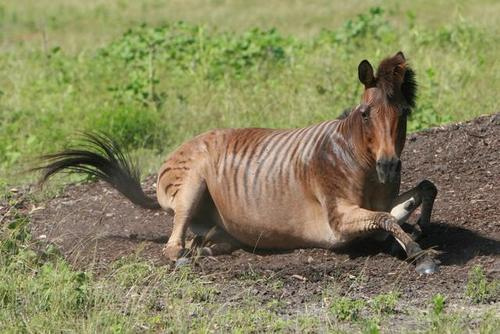
Korsning mellan zebra och häst
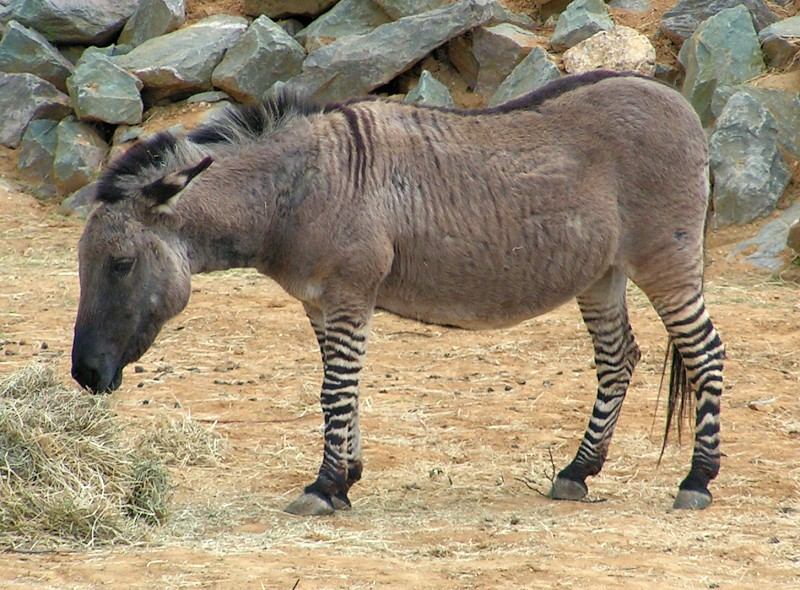
Korsning mellan zebra och åsna
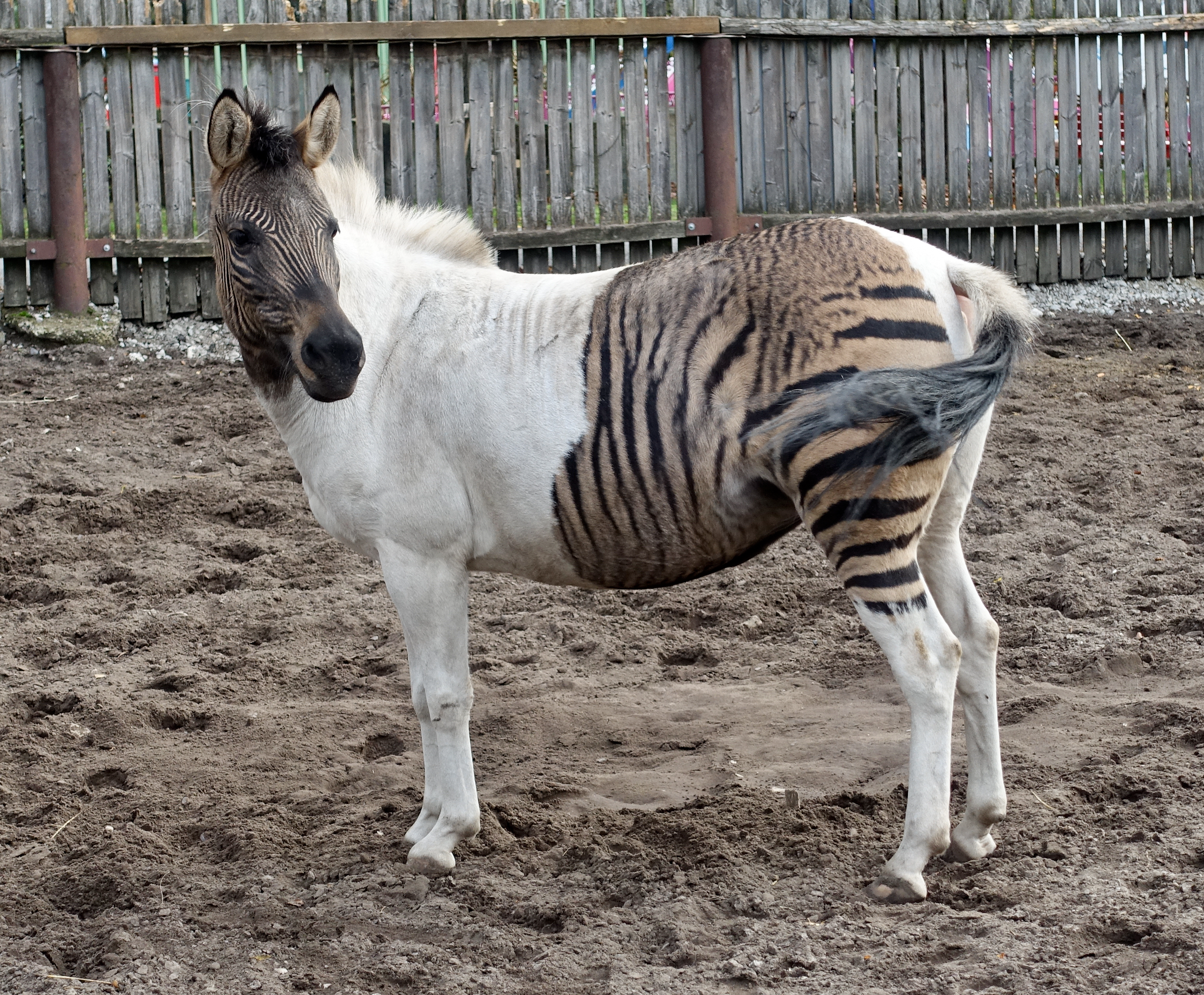
Korsning mellan zebra och häst